# Sotalia
A Sotalia az emlősök (Mammalia) osztályának párosujjú patások (Artiodactyla) rendjébe, ezen belül a delfinfélék (Delphinidae) családjába tartozó nem.

## Előfordulásuk
A Sotalia-fajok megtalálhatók az Atlanti-óceán Közép- és dél-amerikai partjainál, valamint a Karib-térségben, az Amazonas folyóban és ennek mellékfolyóiban.

## Rendszerezés
A nembe az alábbi 2 élő faj tartozik:
- parti delfin (Sotalia fluviatilis) (Gervais & Deville, 1853) - típusfaj
- Sotalia guianensis (van Bénéden, 1864)

Manapság a Sotalia nemben két fajt tartanak számon, mivel a legújabb alak- és méretvizsgálatok eredménye, azt mutatja, hogy valójában két delfinfaj is létezik a parti delfin előfordulási helyén. A vizsgálatot 2007-ben végeztek el a parti delfin állományokban. Az újonnan felfedezett faj neve Sotalia guianensis lett. A két külön fajba sorolást a mitokondriális genetikai vizsgálatok is alátámasztják.

### Fordítás
- Ez a szócikk részben vagy egészben  a   Sotalia című angol Wikipédia-szócikk ezen változatának fordításán alapul.  Az eredeti cikk szerkesztőit annak laptörténete sorolja fel. Ez a jelzés csupán a megfogalmazás eredetét és a szerzői jogokat jelzi, nem szolgál a cikkben szereplő információk forrásmegjelöléseként.